# Korb-Weide
Die Korb-Weide (Salix viminalis), auch Hanf-Weide genannt, ist eine Pflanzenart aus der Gattung der Weiden (Salix) innerhalb der Familie der Weidengewächse (Salicaceae). Sie wird kultiviert, weil sich aus den extrem langen Ruten gut Flechtwaren wie Körbe herstellen lassen; daher wird sie zu den Flechtweiden gezählt. Vielfach werden Kopfweiden fälschlicherweise als Korbweiden bezeichnet, weil sie regelmäßig geköpft wurden und die nachgewachsenen Triebe dann zum Korbflechten verwendet wurden. Typische Kopfweiden sind meist Bruchweiden oder Silberweiden oder deren Hybrid, die durch regelmäßigen Schnitt (Schneitelung) die typische Kopfweiden-Wuchsform erhalten.

## Beschreibung

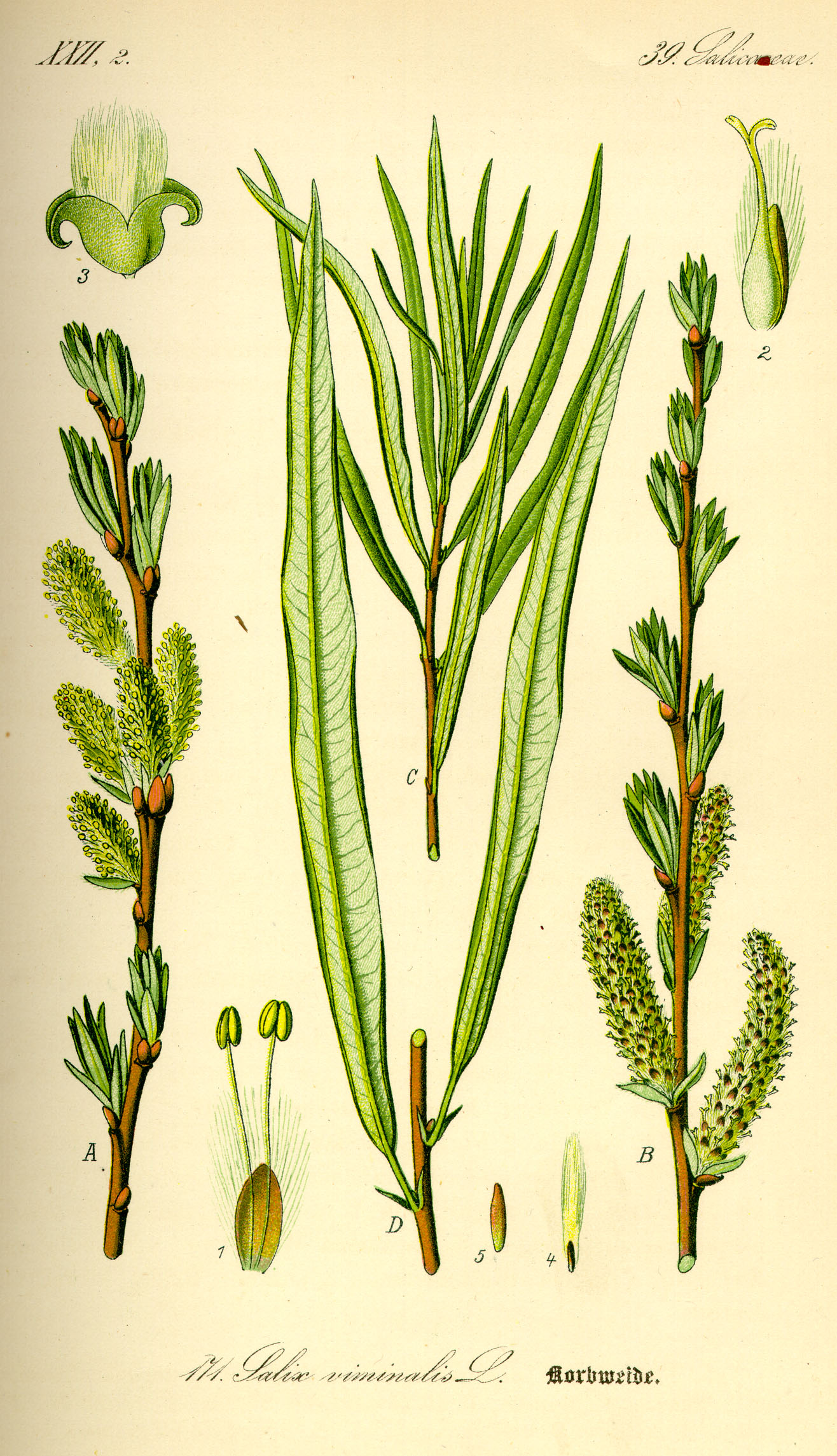
Illustration

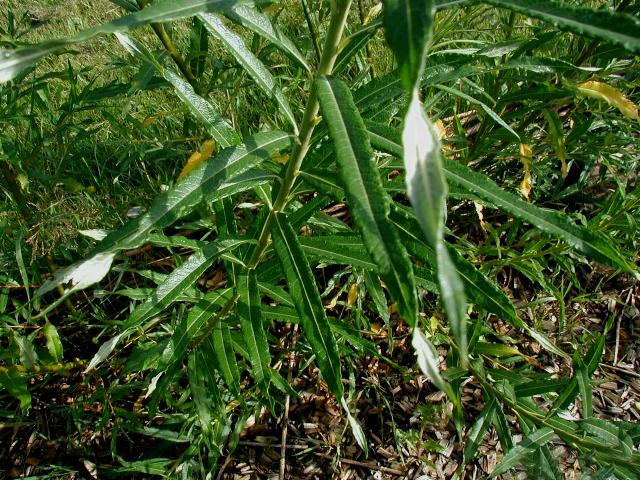
Bei den langen Laubblättern ist die Unterseite grau bis weiß

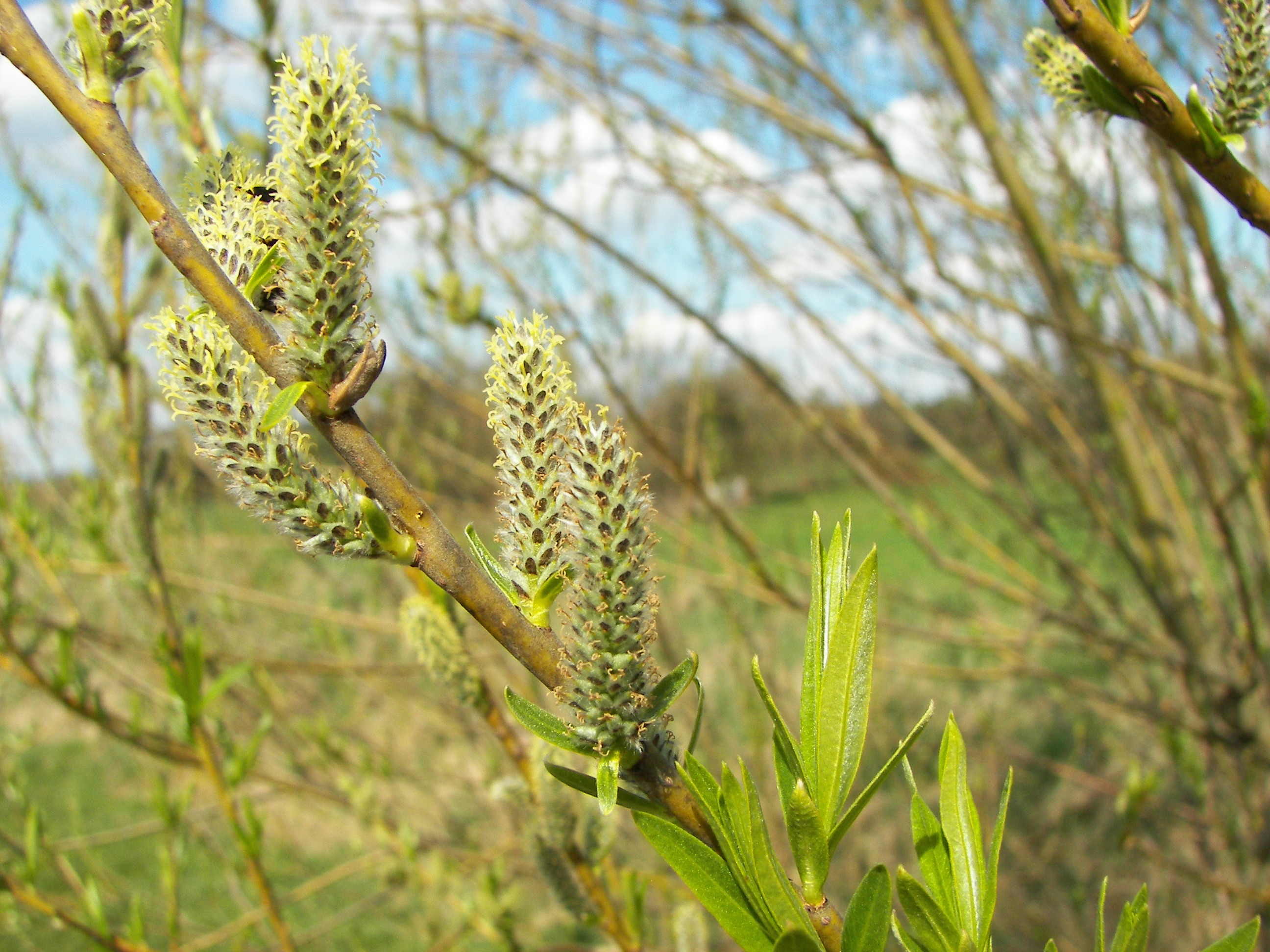
Weibliche Kätzchen

### Vegetative Merkmale
Die Korb-Weide wächst als sommergrüner Strauch (nur selten als Baum) mit besonders langen Ruten (Ästen, Zweigen) und erreicht Wuchshöhen von 3 bis 8, im Extremfall 10 Metern. Die Rinde junger Zweige ist anfangs dicht grau behaart, später aber kahl.
Die wechselständig an den Zweigen angeordneten Laubblätter sind in Blattstiel und Blattspreite gegliedert. Der Blattstiel ist 3 bis 12 Millimeter lang. Die einfache Blattspreite ist bei einer Länge von 10 bis 25 Zentimetern sowie einer Breite von 0,6 bis 1,5 Zentimetern schmal lanzettlich mit gerundeter Spreitenbasis. Der ganzrandige Blattrand ist etwas umgerollt. Die Blattunterseite ist seidig silbergrau behaart, die Blattoberseite dunkelgrün und kahl. Die Nebenblätter sind schmal lanzettlich.

### Generative Merkmale
Die Korb-Weide ist zweihäusig getrenntgeschlechtig (diözisch). Die Blütenstände erscheinen im März und April, kurz vor dem Laubaustrieb. Die Kätzchen sind bei einer Länge von etwa 2,5 Zentimetern zylindrisch.
Die Chromosomenzahl beträgt 2n = 38.

## Ökologie
Bei der Korb-Weide handelt es sich um einen mesomorphen, helomorphen Nanophanerophyten oder Phanerophyten.
Die Korb-Weide ist Futterpflanze für die Raupen von 21 Schmetterlingsarten.

## Vorkommen

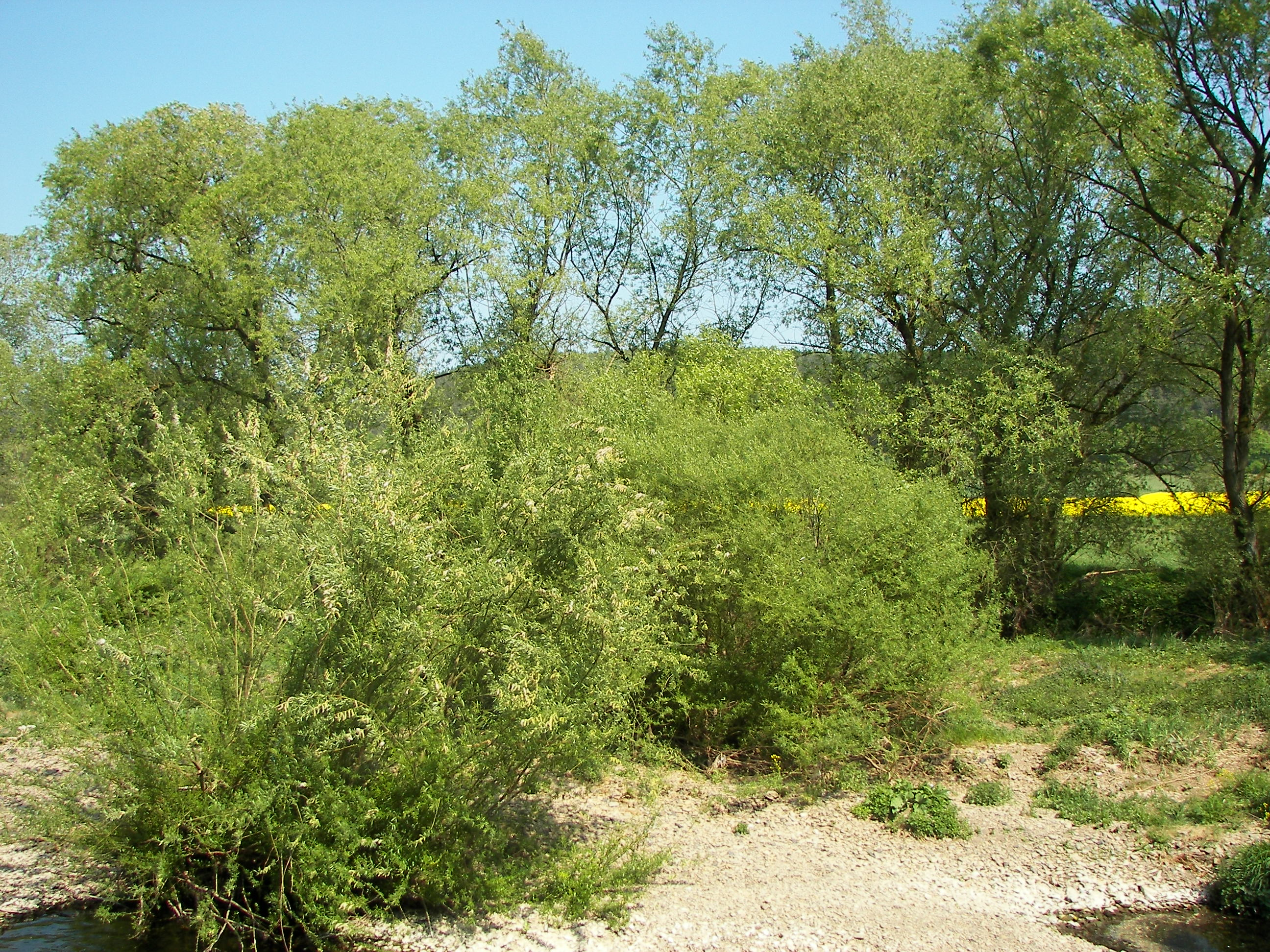
Korbweidengebüsch an der Lahn

Die Korb-Weide ist im nördlichen Kontinentaleuropa von den Pyrenäen bis zum Ural sowie in Nordasien weitverbreitet. Auf den britischen Inseln und in Skandinavien fehlte sie ursprünglich, wurde aber in England von Menschen zur Korbherstellung angepflanzt. Sie steigt bis auf Höhenlagen von 800 Metern und ist vor allem in den Niederungen anzutreffen.
Die Korbweide gedeiht am besten auf tiefgründigen, schweren, basen- und nährstoffreichen, meist kalkhaltigen Böden an wassernahen Standorten. Sie bildet dort Korbweiden-Gebüsche, häufig zusammen mit Mandel-Weiden (Salix triandra), die als Salicetum viminalis oder Salicetum triandro-viminalis bezeichnet werden. Diese Gebüsche stellen einen sehr von den Weiden-Arten dominierten Lebensraum dar, der als eigene Pflanzengesellschaft zählt. Sie gehören zum Verband Salicion albae, also den Weidenauen in tieferen Lagen und sind am Ufer von Flüssen und Gräben anzutreffen. Die Mandelweiden-Korbweidengebüsche befinden sich dort zwischen dem für Holzpflanzen unzugänglichen Flussbett und dem eigentlichen Silberweidenwald (Salicetum albae).
In freier Natur können ehemals angepflanzte Korb-Weiden-Bestände verwildern.
Das Wappen von Geesthacht zeigt eine Korb-Weide.

## Systematik
Die Erstveröffentlichung von Salix viminalis erfolgte 1753 durch Carl von Linné.

### Hybriden
Es gibt viele Hybriden von Salix viminalis mit anderen Arten (Auswahl):
- Salix ×fruticosa Döll: Salix aurita (Ohr-Weide) × Salix viminalis
- Salix ×digenea Kern.: Salix daphnoides (Reif-Weide) × Salix viminalis
- Seidenblatt-Weide (Salix ×holosericea Willd.): Salix cinerea (Asch-Weide) × Salix viminalis
- Busch-Weide oder Sanddornblättrige Weide (Salix ×mollissima Hoffm. ex Elwert) (Syn.: Salix ×hippophaefolia Thuill.): Salix triandra (Mandel-Weide) × Salix viminalis
- Blend-Weide (Salix ×rubra Huds.) (Syn.: Salix ×helix L.): Salix purpurea (Purpur-Weide) × Salix viminalis
- Kübler-Weide (Salix ×smithiana Willd.): Salix caprea (Sal-Weide) × Salix viminalis
- Salix ×vimalba: Salix alba (Silber-Weide) × Salix viminalis
- fragilis × viminalis Nilss.: Bruch-Weide (Salix fragilis × Salix viminalis)

## Nutzung

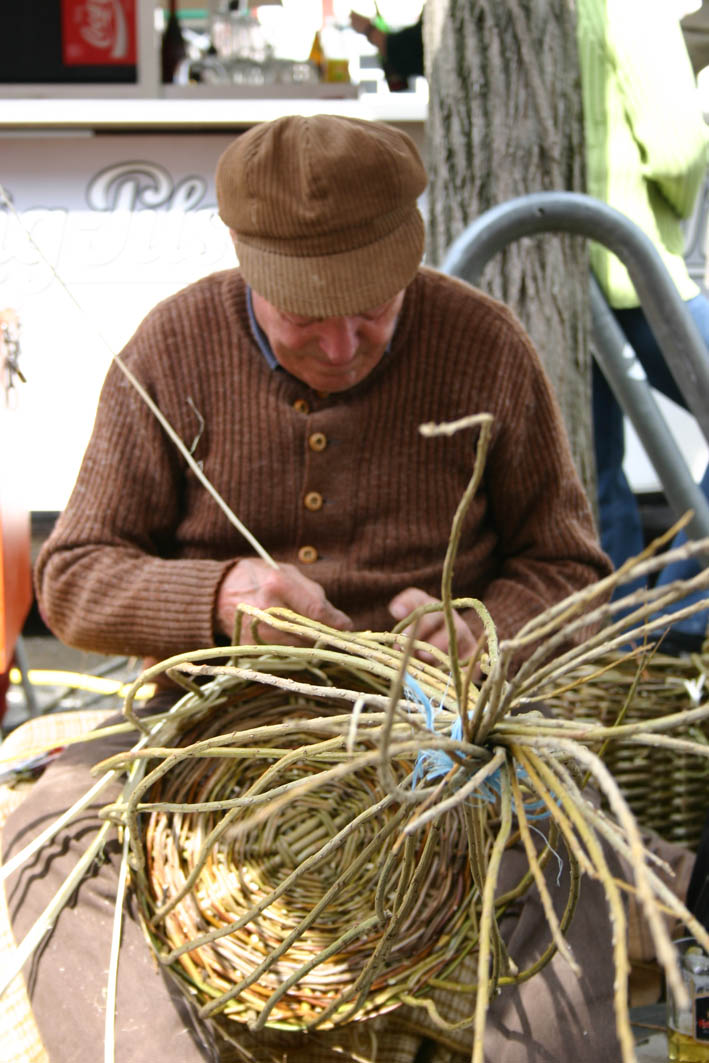
Ein Korbflechter bei der Arbeit

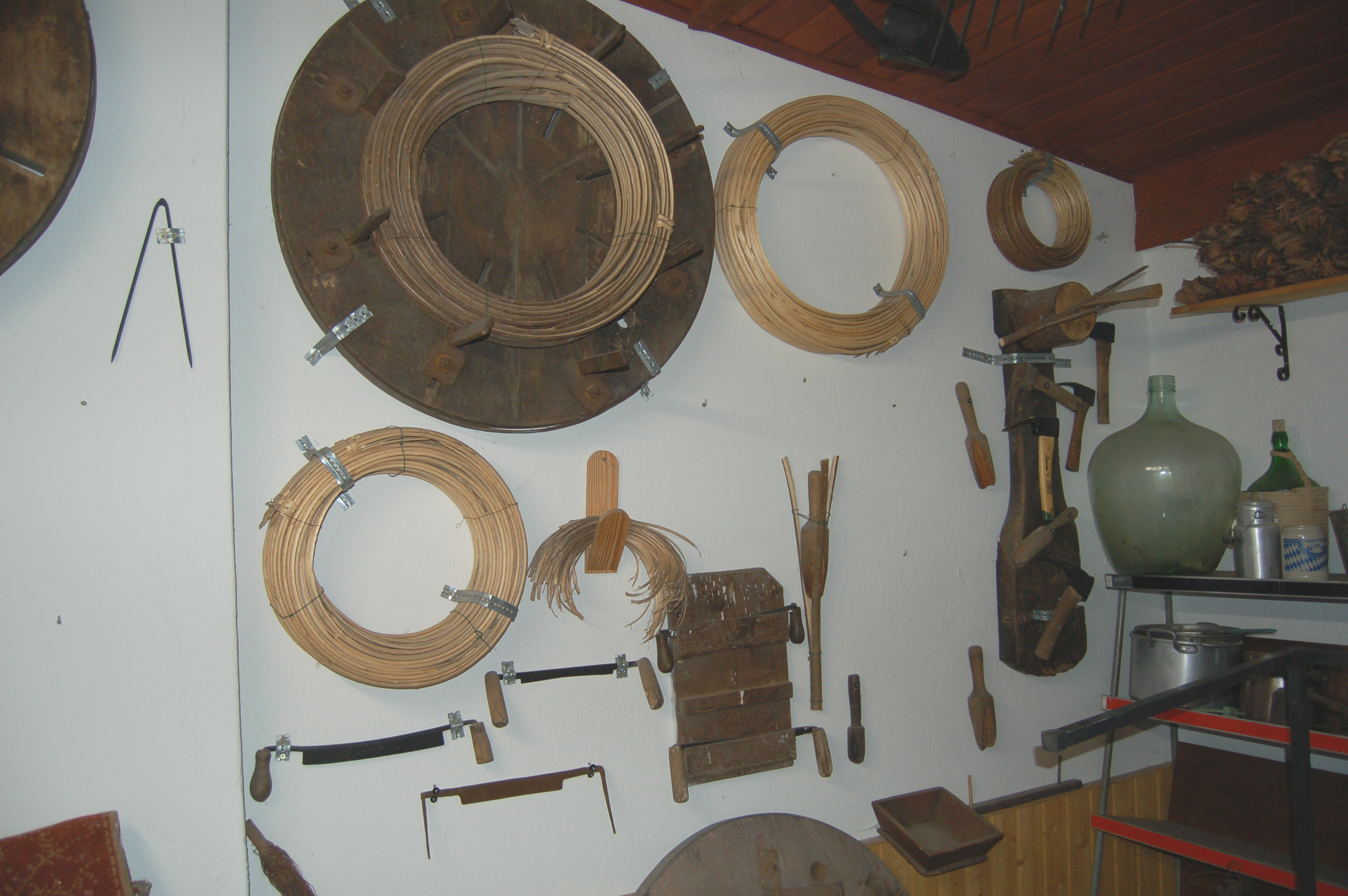
Fertige Fassreifen in einer Bandreißerwerkstatt

### Anbau und Nutzung
Korb-Weiden lassen sich mittels Steckhölzern relativ einfach vermehren. Sie wird zur Nutzung als Kopfweiden geschnitten und hat an vielen Stellen als so genannte Weidenheger kulturlandschaftprägenden Charakter. Die Pflanzung erfolgt vor allem auf Flächen, die aufgrund der hohen Überflutungsgefahr für andere Kulturpflanzen nicht nutzbar sind, beispielsweise entlang von Flussauen, Bächen und Wassergräben. Die Ernte der Ruten erfolgt im Regelfall in zwei- bis dreijährigen Abständen nach dem Laubfall im Herbst. Wegen der zunehmenden Kunststoffproduktion ist die Nutzung der Korbweide in den letzten Jahrzehnten allerdings stark zurückgegangen, sodass die Ernte heute in vielen Regionen nicht mehr stattfindet und die Kopfweiden nur als Landschaftspflegemaßnahme beschnitten werden. Das traditionelle Zentrum der deutschen Korbflechterei liegt am Obermain in dem Ort Lichtenfels, in dem auch die staatliche Fachschule für Korbflechterei zu finden ist.

### Verwendung
Die Hauptnutzung der Korb-Weide stellt die Verwendung der extrem langen Ruten zur Herstellung von Flechtwaren wie Körben oder Flechtmöbeln dar. Die Weidenruten sind stark biegsam und zugleich fest, wodurch sie ein belastbares Material darstellen. Die Ruten werden für gröbere Arbeiten ungeschält und für feinere geschält (entrindet) verwendet. Dabei werden Körbe aus ungeschälten Ruten vor allem in der Landwirtschaft als Transportkörbe für Obst, Kartoffeln, Gemüse oder Gras sowie als Flaschenkörbe in der Industrie verwendet. Geschälte Weidenkörbe sind als feine Haushaltskörbe, Einkaufskörbe und Wäschetruhen zu finden, außerdem werden Möbel, Strandkörbe und früher auch Kinder- und Puppenwagen aus diesen Ruten hergestellt. Um besonders feine Flechtgegenstände wie Näh- oder Konfektkörbchen herzustellen, werden die Ruten zudem in zwei bis vier Schienen gespalten und danach verarbeitet (geschlagene Arbeiten).
Mehrjährige Ruten werden zu sogenannten Bandstöcken verarbeitet, die gespalten als Fassreifen und Flechtschienen verwendet werden. Der Beruf des Bandreißers, der diese Arbeiten ausführt, ist heute allerdings aufgrund der geringen Nachfrage beinahe ausgestorben.
Im zeitigen Frühjahr geschnittene Zweige wurzeln schon nach mehreren Tagen. Hieraus lassen sich „lebende Zäune“ bauen, die im Laufe der Jahre sehr dicht werden können, wenn man die Seitentriebe ineinander verflicht. Die Korbweide wird auch zur Befestigung von Böschungen genutzt. Aufgrund ihres strauchigen Wachstums hat die Korb-Weide als Holzlieferant für andere Zwecke nur eine sehr untergeordnete bzw. keine Bedeutung gegenüber den Baumformen wie der Silber-Weide (Salix alba). Das Holz der Korb-Weide kann jedoch als Brennholz genutzt werden.